# Euxoa gian
Euxoa gian är en fjärilsart som beskrevs av John Kern Strecker 1898. Euxoa gian ingår i släktet Euxoa och familjen nattflyn. Inga underarter finns listade i Catalogue of Life.